# Кізел
Кізел (рос. Кизел) — місто в Пермському краї, адміністративний центр Кізелівського муніципального району та Кізелівського міського поселення.
Населення 21,1 тис. жителів (2008), з підлеглими населеними пунктами — 30 286 осіб (2008), площа в межах міської межі — 75,81 км², забудовані землі — 2,81 км².

## Географія

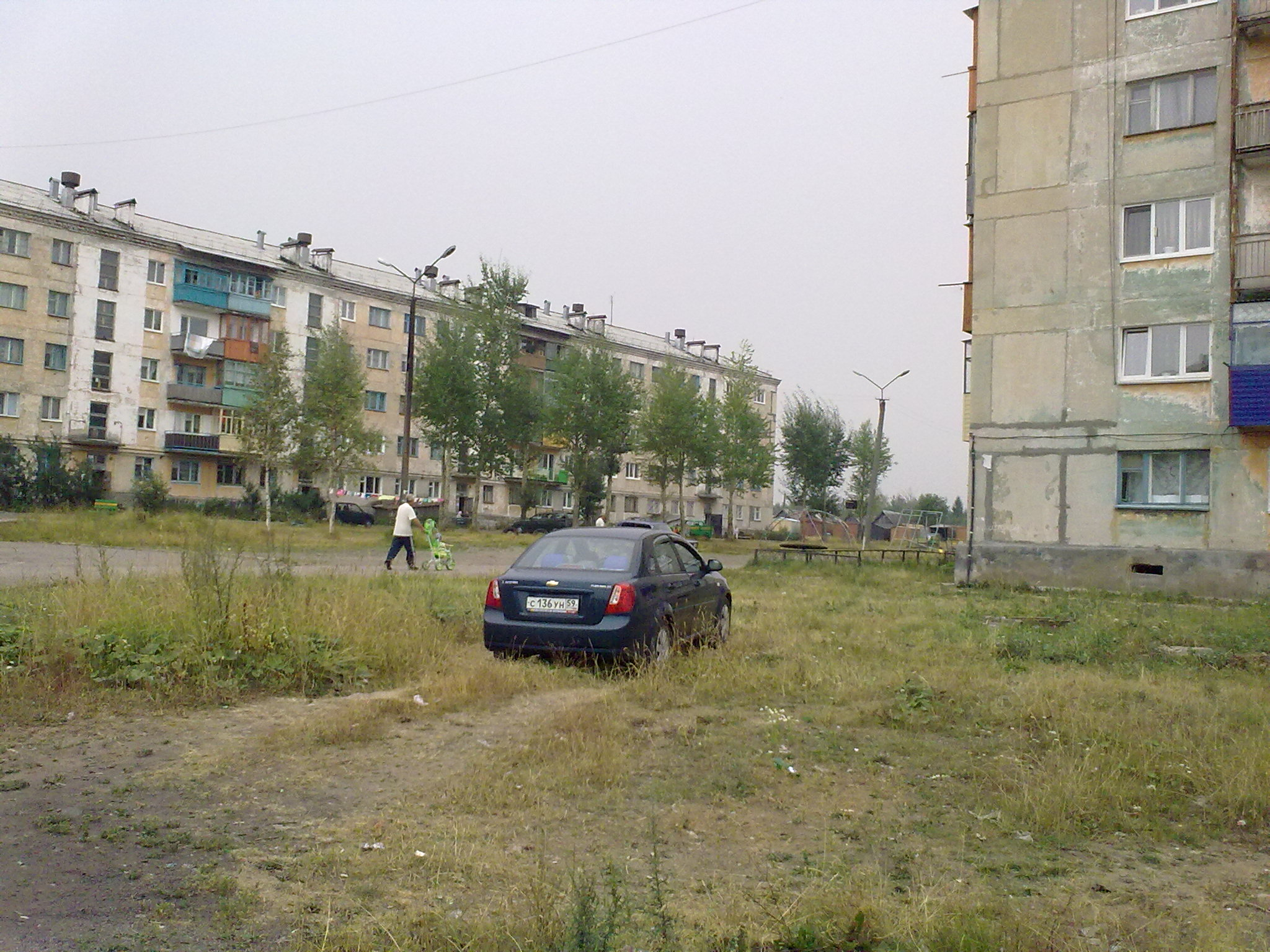
Кізел

Місто розташоване в західних передгір'ях Середнього Уралу на річці Кізел, притоці річки Вільва басейну річки Яйви, в 244 км від Пермі. Залізнична станція на лінії Чусівська — Солікамськ.

## Відомі люди
- Козлов Микола Володимирович (1953—2014) — майор Збройних сил України, учасник російсько-української війни.
- Музичко Олександр Іванович — уродженець міста, більш відомий як «Сашко Білий», учасник російсько-української війни.